# Nejstarší mapy středoevropských zemí

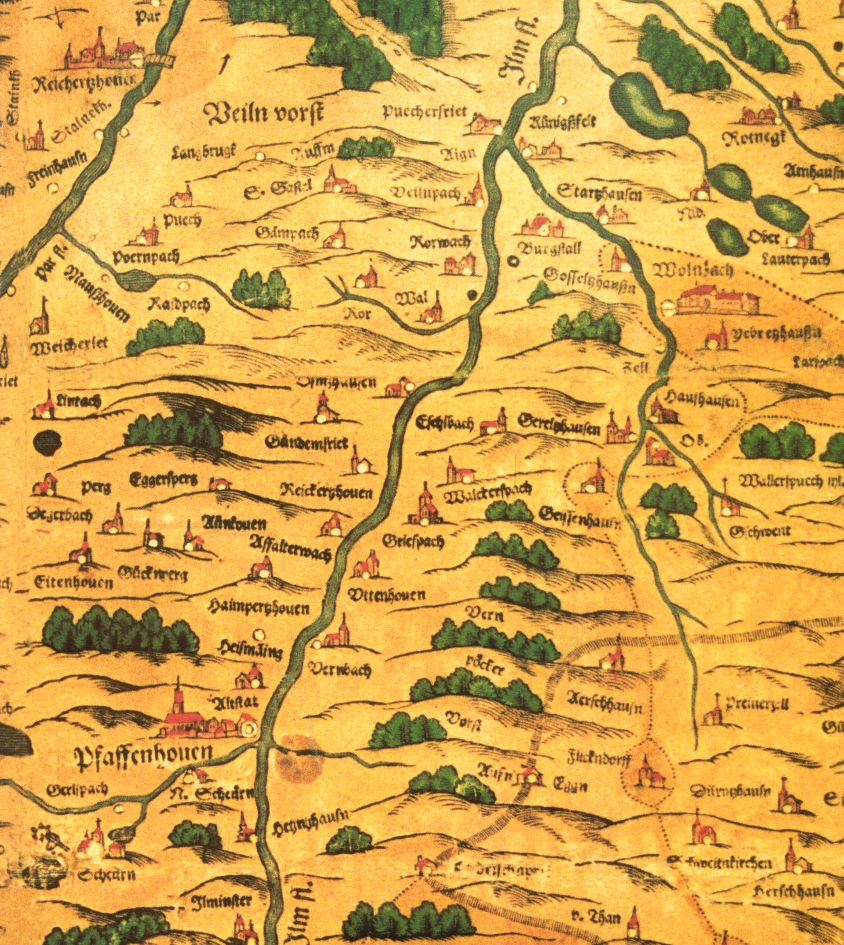
Bairische Landtafeln 24, výřez z mapy Philippa Apiana, 1568

Nejstarší mapy středoevropských zemí pochází většinou z období renesance. V této době zažívá kartografie v Evropě obrození, jehož produktem jsou mimo jiné i mapy jednotlivých zemí či regionů. Jedná se o tzv. chorografické mapy, tedy mapy malého měřítka zobrazující větší územní celky. V 16. století pak roste počet map založených na jednoduchých topografických měřeních.

## Bavorsko

### Aventinova mapa (1523)
Autorem nejstarší mapy Bavorska je německý kartograf Johann Aventin. Mapa o rozměrech 48×40 cm pochází z roku 1523. Vytištění mapy technikou dřevořezu, který vytvořil Georg Appian, proběhlo v německém Landshutu. Mapa je orientována na sever. Součástí rámu jsou znaky bavorských měst. Na mapě je vyznačen (kruhem nebo obrysem) malý počet tehdejších sídel. Naproti tomu je poměrně věrně zachycen tok Dunaje. Na mapě jsou rovněž černými tečkami vyznačeny bývalé římské osady. Originál tohoto kartografického díla byl bohužel zničen v roce 1945.

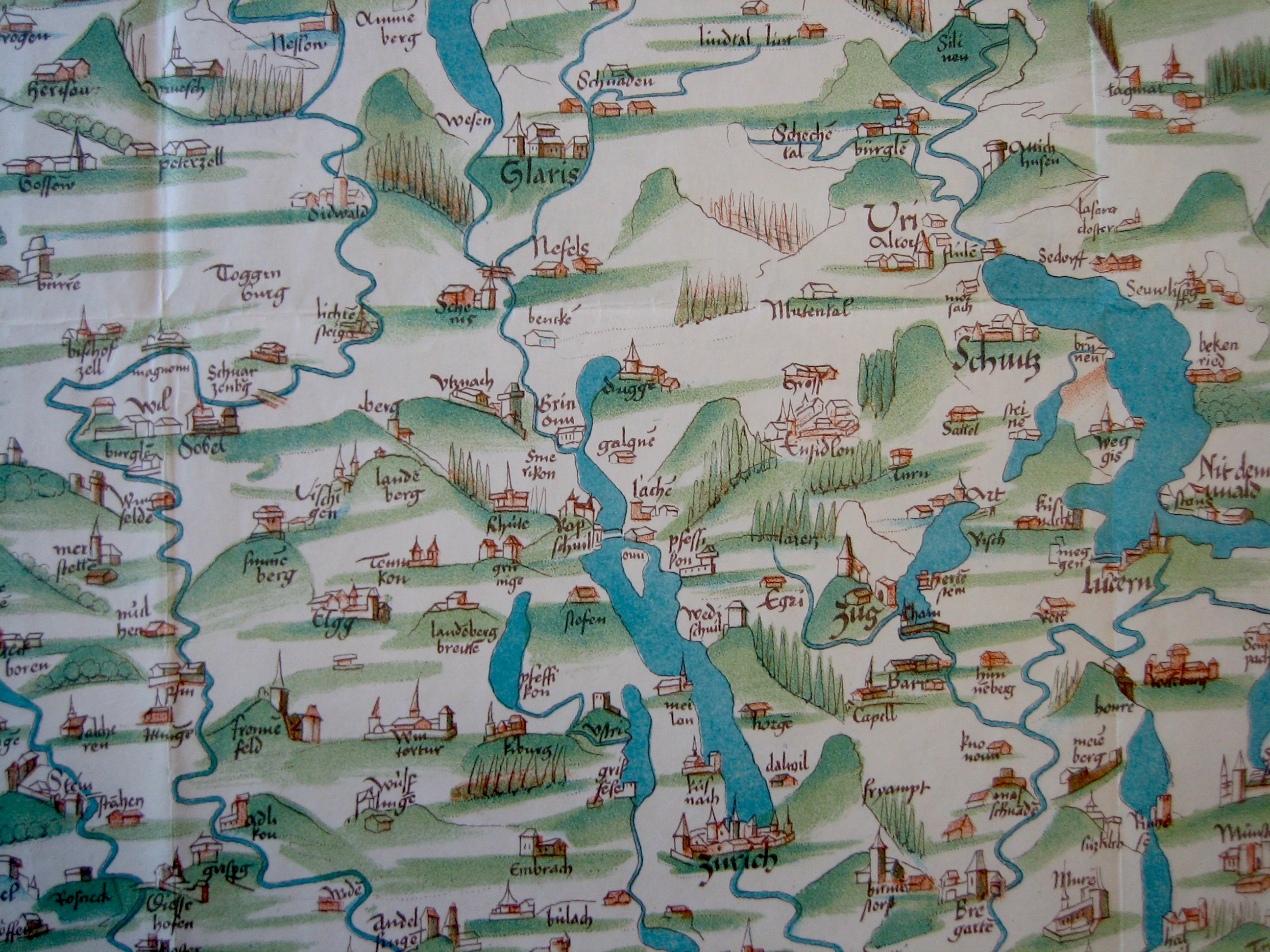
Výřez z mapy Konrada Türsta, 1496

### Apianova mapa (1568)
Bavorský vévoda Albrecht V. pověřil v roce 1554 významného německého matematika tehdejší doby Philippa Apiana kartografickým zpracováním Bavorska. Ten po sedmi letech terénního šetření sestavil mapu o rozměrech cca 5×5 metrů a přibližném měřítku 1 : 45 000, na jejíchž základech vytvořil v roce 1568 mapu určenou pro tisk. Tato mapa o rozměrech 156×159 cm sestává ze 22 částí (43×33 cm) a její přibližné měřítko je 1 : 144 000. Původní výtisk je uložen v Městském muzeu v Ingolstadtu. Toto dílo, známé též pod označením Bairische Landtafeln 24, bylo vytištěno z dřevořezu Josta Ammana. Tiskařské bloky jsou dnes součástí sbírky Bavorského národního muzea v Mnichově.

## Sasko

### Magdeburgova mapa (1566)
Německý teolog, pedagog a kartograf Hiob Magdeburg vytvořil v roce 1566 mapu Saska a Durynska v přibližném měřítku 1 : 220 000 o rozměrech 119×151 cm.  Vážně poškozený originál je uložen v Saské zemské knihovně v Drážďanech.

### Crigingerova mapa (1567)
Německý spisovatel a kartograf Johann Criginger vytvořil v roce 1567 mapu Saska pro saského kurfiřta Augusta, který z vydáním souhlasil, až když byl z mapy odstraněn jeho portrét a erb. Za zpracování obdržel 50 zlatých. Mapu v roce 1570 zařadil do svého atlasu Theatrum Orbis Terrarum vlámský kartograf Abraham Ortelius.

### Öderovy mapy (1607)
Saský zeměměřič a kartograf Matthias Öder byl v roce 1586 pověřen saským kurfiřtem Kristiánem I. zmapováním Saska. Původní skici vytvářel se svým synovcem Balthasarem Zimmermannem v měřítku 1 : 13 333 a s jižní orientací. Mapová kresba obsahovala sídla, komunikace, řeky, půdní pokryv, využití půdy, vlastnické hranice a další tematické vrstvy (hospody, mosty, mlýny, doly apod.). Bohatá textová část mj. doplňovala názvy osad, počet obyvatel osad, jména vlastníků. Původní skici byly následně redukovány na mapy v měřítku 1 : 53 333.

## Švýcarsko

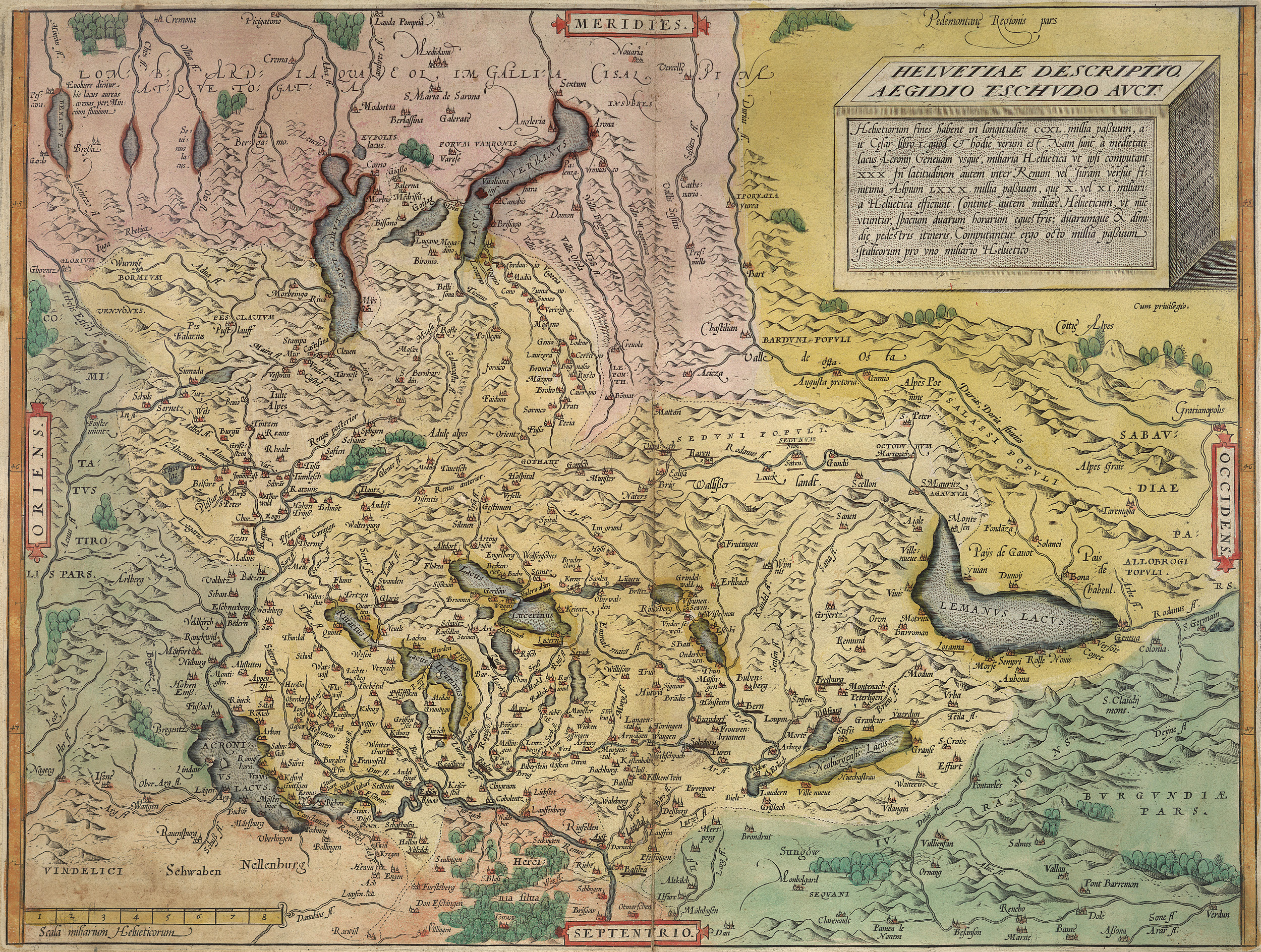
Tschudiho mapa Švýcarska, 1538

### Türstova mapa (1497)
Autorem nejstarší mapy Švýcarska je curyšský vědec Konrad Türst. Mapa byla součástí jeho zápisek z cest, které vydal pod názvem De situ confoederatorum descriptio (Popis stavu konfederace), přičemž vzdálenosti vycházejí z počtu kroků mezi městy, které Türst navštívil. Toto dílo již částečně vychází z matematických základů. Türst se totiž pokusil na základě astronomických měření určit zeměpisnou šířku města Bern. Mapa má rozměry 42×57 cm a její přibližné měřítko je 1 : 500 000.

### Tschudiho mapa (1538)
Aegidius Tschudi, přítel známého německého učence Sebastiana Münstera, je autorem devatenáctidílné nástěnné mapy Švýcarska z roku 1538. Ta ale zdaleka nedosáhla kvalit Tüstovy mapy, především z hlediska velkých nepřesností mezi vzdálenostmi jednotlivých měst.

### Johannes Stumpf a jeho dílo
Mezi nejproduktivnější kartografy své doby zcela jistě patřil švýcarský teolog, historik a kartograf Johannes Stumpf. Součástí jeho díla Gemeiner loblicher Eydgnoſchafft Stetten Landen vnd Völckeren  jsou i mapy některých evropských zemí (Švýcarsko, Německo, Francie) a především 8 map švýcarských oblastí a mapa Švýcarska z dob nadvlády římského impéria. Mapy byly v roce 1548 vydány odděleně pod názvem Landtafeln a tento soubor je dnes považován za nejstarší atlasové dílo Švýcarska.

## Rakousko

### Hirschvogelova mapa (1542)

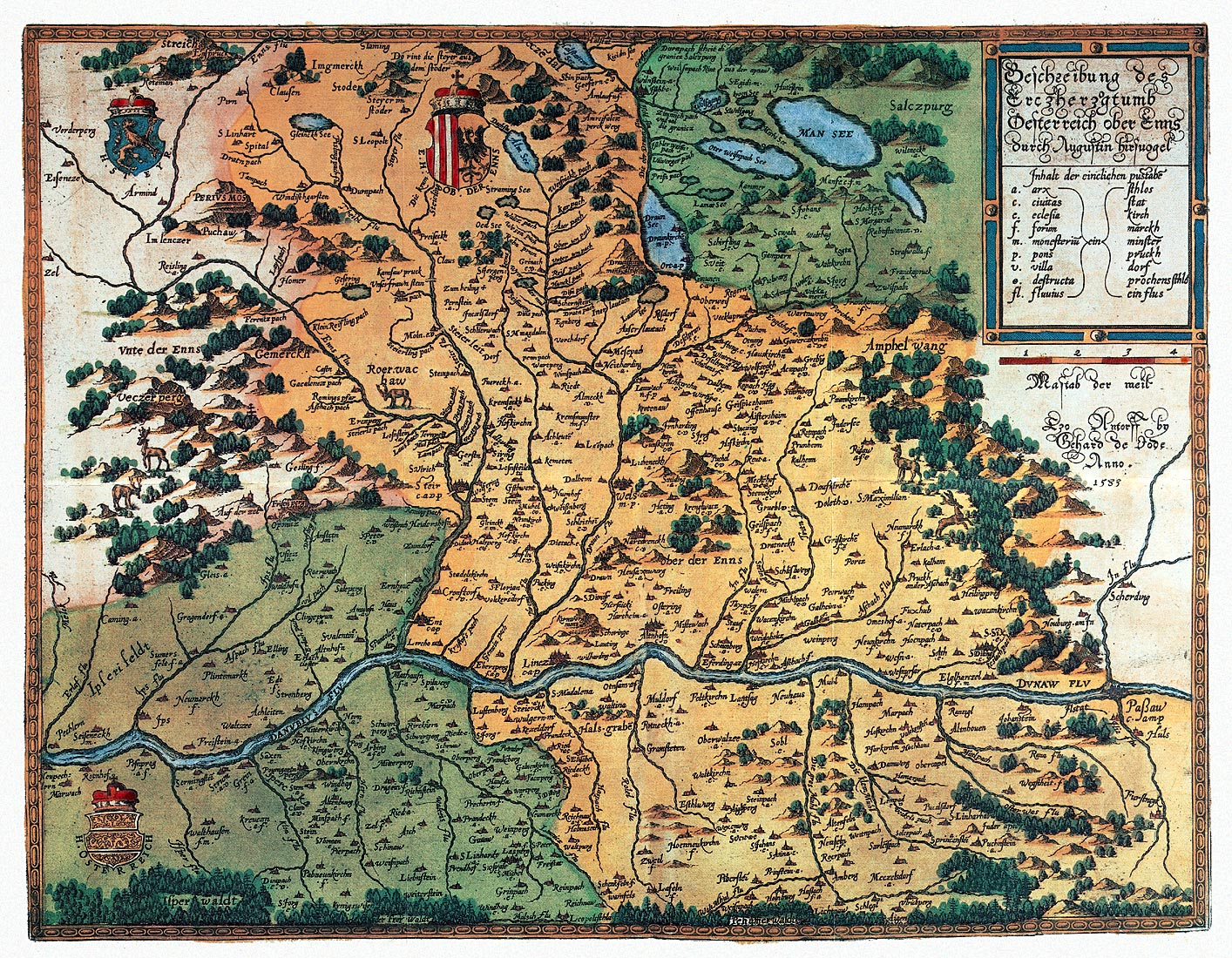
Mapa Horních Rakous od Augustina Hirschvogela z roku 1542

K nejstarším mapám území dnešního Rakouska patří dílo Augustina Hirschvogela z roku 1542. Mapa je orientována na jih a je považována za nejstarší zobrazení Horních Rakous.

### Wolfgang Lazius a jeho dílo
Významný kartograf 16. století Wolfgang Lazius, který je považován za zakladatele kartografie v rakouských zemích, vytvořil mimo jiné několik map území dnešního Rakouska. V roce 1545 zhotovil tzv. Generální mapu Rakouska, která se bohužel nedochovala. Jednalo se pravděpodobně o nástěnnou mapu složenou z 8 částí. Lazius je rovněž autorem map Horních Rakous, Dolních Rakous a vůbec prvního atlasového díla rakouských zemí Typi chorographici provinciarum Austriae (1561).

### Další významná díla
Mezi významná kartografická díla renesančního Rakouska je třeba zařadit první mapu Solnohradska z roku 1554, kterou zhotovil Marcus Secznagel, mapu Horních Rakous (1628) od Abrahama Holzwurma a rovněž dílo topografa Georga Matthäuse Vischera.

## Čechy, Morava, Slezsko

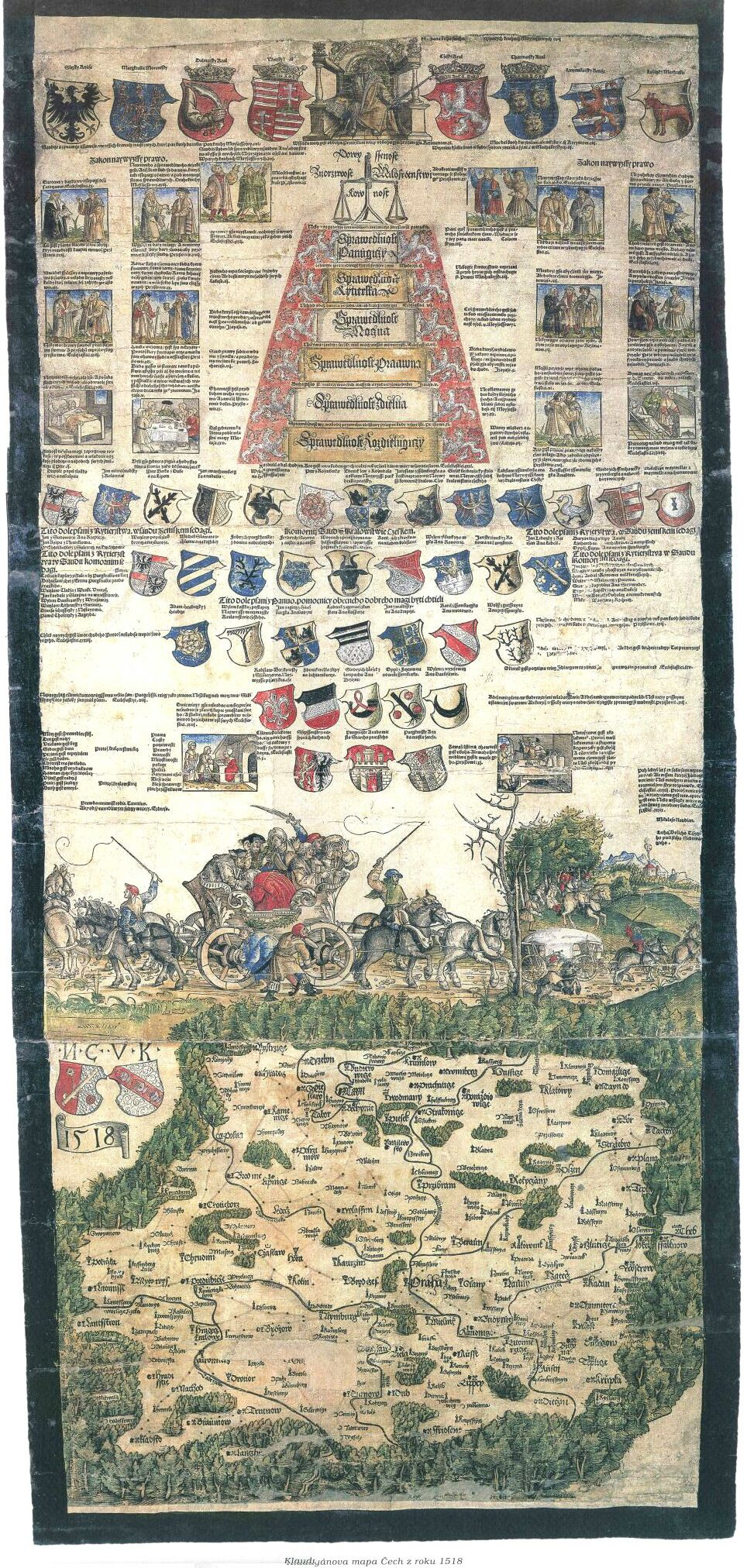
Klaudiánova mapa Čech, 1518

Jako nejstarší tištěná mapa Čech je označována Klaudiánova mapa, kterou vydal roku 1518 mladoboleslavský lékař Mikuláš Klaudián. Mapa je orientovaná jižně, na rozdíl od severně orientované Crigingerovy mapy z roku 1568. Další známá kartografická díla, která zobrazují území Čech, pochází z této doby mj. od Pavla Aretina nebo Johanna Georga Vogta.
Matematik a astronom Pavel Fabricius je autorem nejstarší mapy Moravy a to z roku 1575. Mapa Moravia marchionatus jako první z českých kartografických děl obsahuje geografickou síť na rámu a značkový klíč.
Neméně významným kartografickým dílem je Komenského mapa Moravy z roku 1624 (v českých zemích vyšla poprvé až v roce 1677), kterou vytvořil jeden z největších českých filosofů a spisovatelů Jan Amos Komenský.
Nejstarší mapa Slezska pochází z roku 1561 a jejím autorem je slezský pedagog Martin Helwig. Helwigova mapa Slezska je orientovaná na jih a zachycuje území celého tehdejšího Slezska a Lužice.